# 호법면
호법면(戶法面)은 대한민국 경기도 이천시의 북동쪽에 위치한 면이다.
동북쪽에는 중리동, 북서쪽에는 마장면, 서남쪽에는 용인시 처인구 백암면, 남동쪽에는 모가면이 인접해 있다.

## 개요
호법면은 영동고속도로와 중부고속도로가 교차하는 호법 분기점이 있는 교통의 요충지이고, 미질이 좋은 이천쌀의 주산지이다. 이천시청으로부터 서남쪽으로 8 km에 위치하며, 구조적으로 주민의 49.3%가 농업에 종사하는 전형적인 농촌 지역이다. 또한 충숙공 박난영과 효자 강진기 등이 출생한 충효한 충효의 고장이기도 하다.

## 법정리
- 동산리(東山里)
- 단천리(丹川里)
- 매곡리(梅谷里)
- 송갈리(松葛里)
- 안평리(安坪里)
- 유산리(酉山里)
- 주미리(珠美里)
- 주박리(珠珀里)
- 후안리(厚安里)

## 교육
- 이천호법초등학교
- 이천매곡초등학교

## 문화재
- 동산리 마애여래상 (이천시 향토유적 제9호)
- 충숙공 박난영 정려각
- 충숙공 박난영사당
- 동산리 단내성지
- 와룡산의 건들바위